# 青木一重
青木 一重（あおき かずしげ）は、戦国時代から江戸時代前期にかけての武将、大名。摂津国麻田藩初代藩主。諱は重通ともいう。通称は所右衛門尉、民部少輔。官位は従五位下民部少輔。

## 略歴
天文20年（1551年）、青木重直の長男として美濃国で生まれた。青木氏は美濃の豪族で、土岐氏、斎藤氏に仕えていたが、経緯は不明だが、一重は父・重直の下を離れて、初め駿河の今川氏真に仕えた。
新坂（にいさか）の戦いで、敵と槍合わせをして組討って首級を挙げ、褒美に黄金を受け取った。永禄11年（1568年）の今川氏滅亡の際の駿河侵攻で、武田・徳川軍との交戦で負傷して、遠江国掛川に蟄居した。
元亀元年（1570年）、徳川家康に召されて仕えることになり、6月の姉川の戦いでは、朝倉家の武将であった真柄直隆の子の隆基（十郎）を討ち取るという武功を挙げて勇名を轟かせ（「青木兼元」項目参照）、褒美に脇差を賜った。
元亀3年（1573年）の三方ヶ原の戦いでは、本多太郎左衛門と共に増援に派遣された高天神城で守備にあたっていた。三方ヶ原では弟の渥美重経が武田勢を食い止めるために戦って討ち死にしている。同年、徳川家のもとを出奔し、父・重直が仕えていた織田信長の重臣である丹羽長秀のもとに任官した。
丹羽家の家臣として、天正10年（1582年）の山崎の戦い、天正11年(1583年)の賤ヶ岳の戦いなどに参加したが、天正13年（1585年）に長秀が死去すると、羽柴秀吉に仕え、使番となり、後に黄母衣衆に選抜された。同年、摂津国豊島郡内に知行を与えられ、備中国・伊予国内などで加増されて、併せて1万石を領し、麻田城主（麻田陣屋）となった。
天正15年（1587年）の九州戦役に従軍。
天正16年（1588年）の後陽成天皇の聚楽第行幸に際して、従五位下民部少輔に叙任され、七手組の組頭の一人とされた。
慶長5年（1600年）の関ヶ原の役の際には、七手組頭として大坂城の一方を守備。戦後も引き続き大坂城に出仕した。
慶長19年（1614年）の大坂冬の陣でも、七手組頭として大坂城の一方を守備した。12月、和議交渉が始まって、同月20日に成立。翌同20年（1615年）3月15日に豊臣秀頼と淀殿からの和議の礼謝使節として一重・常高院・二位局・大蔵卿局・正栄尼が駿府の家康の許へ派遣されたが、家康は（すでに次の戦の準備をしており）名古屋城に向かうとして回答を引き伸ばし、4月10日に名古屋で謁見するが「大坂未だ浪士を放たず」と浪人を大量に滞在させていることを問題視して難詰し、常高院と二位局に手紙をもたせて先に大坂に返した。家康が京都で返事をするというので、一重と大蔵卿局と正栄尼は上洛して待ったが、24日、女衆をすべて帰らせた後も一重だけは逗留させた。一重は同地で京都所司代板倉勝重に、「もし大坂に戻れば（家康に近侍していた）弟の可直を誅殺する」と警告されたために、大坂には戻らなかった。わずか2日後の26日には大和郡山城で戦端が開かれており、こうして大坂夏の陣には参加しなかった。
大坂城の落城を聞くと一重は「せんかたなし」と落胆して剃髪し、宗佐と号して隠棲した。
その後、二条城に召し出され、家康に再び仕えることになったが、減封はなく、父の遺領（約2,000石）を継ぎ、摂津豊島郡、兎原郡、備中国後月郡、浅口郡、小田郡の5郡、および伊予国における所領、併せて1万2,000石となった。後に可直に2000石を分与して、1万石となった。可直はそれまでの所領を併せて5千石の旗本となった。
元和5年（1619年）に致仕して隠居した。幕府への配慮からか、夏の陣で一重の代理で指揮を執っていた養嗣子・正重は病気を理由に廃嫡しており、代わりに可直の子である重兼を新たに養嗣子として迎えて、跡を継がせた。可直の家は次男の直澄が相続した。
寛永5年（1628年）、死去。享年78。

## 系譜
- 父：青木重直（1529-1614）
- 養子
  - 男子：青木正重（1581-1664） - 小寺則頼の子
  - 男子：青木重兼（1607-1682） - 青木可直の長男